# Michel Pastre
Pour les articles homonymes, voir Pastre (homonymie).
Michel Pastre né le 7 avril 1966 à Nîmes est un saxophoniste de jazz français.

## Carrière
Après avoir travaillé la batterie et le saxophone alto il se tourne définitivement vers le saxophone ténor. De 1991 à 1998 Il fait partie des big bands Banana Jazz et Tuxedo Big band. En 1995 il rejoint le Super swing machine de Gérard Badini et en 1997 avec le trompettiste Alain Bouchet il monte un quintette. En 1999, il se produit avec Al Casey le guitariste de Fats Waller et obtient le Prix Sidney Bechet. En 2000 il fonde son propre orchestre le Michel Pastre Big band avec lequel il se produit dans les festivals de jazz en France et en Espagne. Avec son quintet composé de Malo Mazurié (trompette), David Blenkhorn (guitare), Sébastien Girardot (contrebasse) et Guillaume Nouaux (batterie), il sort l'album Charlie Christian Project  et reçoit le "Grand Prix du Disque 2015" du Hot Club de France. En 2017, toujours accompagné de son quintet, il sort un nouvel album avec les invités Dany Doriz et Ken Peplowski. Ce disque est élu Choc de l'année par Jazz Magazine et reçoit le Prix Jazz Classique de l'Académie du Jazz 2017.

## Récompenses
- 2022 : Prix Jazz Classique pour Dany et Didier Doriz/Michel et César Pastre, Fathers & Sons – The Lionel Hampton/Illinois Jacquet Ceremony (Frémeaux & Associés / Socadisc)[1]

## Discographie
| En tant que Leader  |                                                                |                                                                   |                               |
| Année               | Album                                                          | Formation                                                         | Référence                     |
| 1999                | Live during a French Tour                                      | Michel Pastre Septet, featuring Al Casey and David "Bubba" Brooks | Djaz Records 713-2            |
| 2001                | Diggin' the Count                                              | Michel Pastre Big Band                                            | Djaz Records 723-2            |
| 2002                | Jumping with César                                             | Michel Pastre Quartet                                             | Djaz Records 726-2            |
| 2005                | Free Swing                                                     | Michel Pastre Quartet                                             | Djaz Records 734-2            |
| 2009                | To Prez and Count                                              | Michel Pastre Big Band                                            | Jazz aux Remparts             |
| 2009                | Pat Giraud Réunion                                             | Pat Giraud/Michel Pastre Quartet                                  |                               |
| 2012                | Battle Royal                                                   | Michel Pastre Big Band V.S. Laurent Mignard Duke Orchestra        | Columbia Records              |
| 2015                | Travelin' light with Billie                                    | Dominique Magloire & Michel Pastre Quartet et Big Band            | Chrystal Records              |
| 2015                | Charlie Christian Project: Memories of You                     | Michel Pastre Quintet                                             | MPQ001                        |
| 2016                | 7:33 To Bayonne                                                | Jérôme Etcheberry, Michel Pastre, Louis Mazetier                  | Jazz aux Remparts - JAR 64024 |
| 2017                | Fathers & SONS                                                 | The "French/Italian" Connexion                                    |                               |
| 2017                | feat. dany doritz & ken peplowski                              | Michel Pastre 5tet, Dany Doritz, Ken Peplowski                    | MPQ002                        |
| En tant que Sideman |                                                                |                                                                   |                               |
| Année               | Album                                                          | Formation                                                         | Référence                     |
| 1993                | What a dream                                                   | Banana Jazz                                                       | Jazztrade 04                  |
| 1994                | Rhythm Is Our Business                                         | Tuxedo Big Band                                                   | TBB Records 101               |
| 1996                | Siesta at the Fiesta                                           | Tuxedo Big Band                                                   | TBB Records 102               |
| 1998                | To Ella and Chick                                              | Tuxedo Big Band                                                   | TBB Records 103               |
| 1999                | Fletcher Henderson's Unrecorded Arrangements for Benny Goodman | Bob Wilber and the Tuxedo Big Band                                | Arbors Records Inc.19229      |
| 2000                | We got rhythm                                                  | Paris Swing Orchestra                                             | Black and Blue BB285-2 ND217  |
| 2005                | Scriabin's groove                                              | Gérard Badini Super Swing Machine                                 |                               |
| 2014                | My time is now                                                 | Austin O'Brien Big Five Band                                      |                               |